# Schlachthaus am Brausenwerth

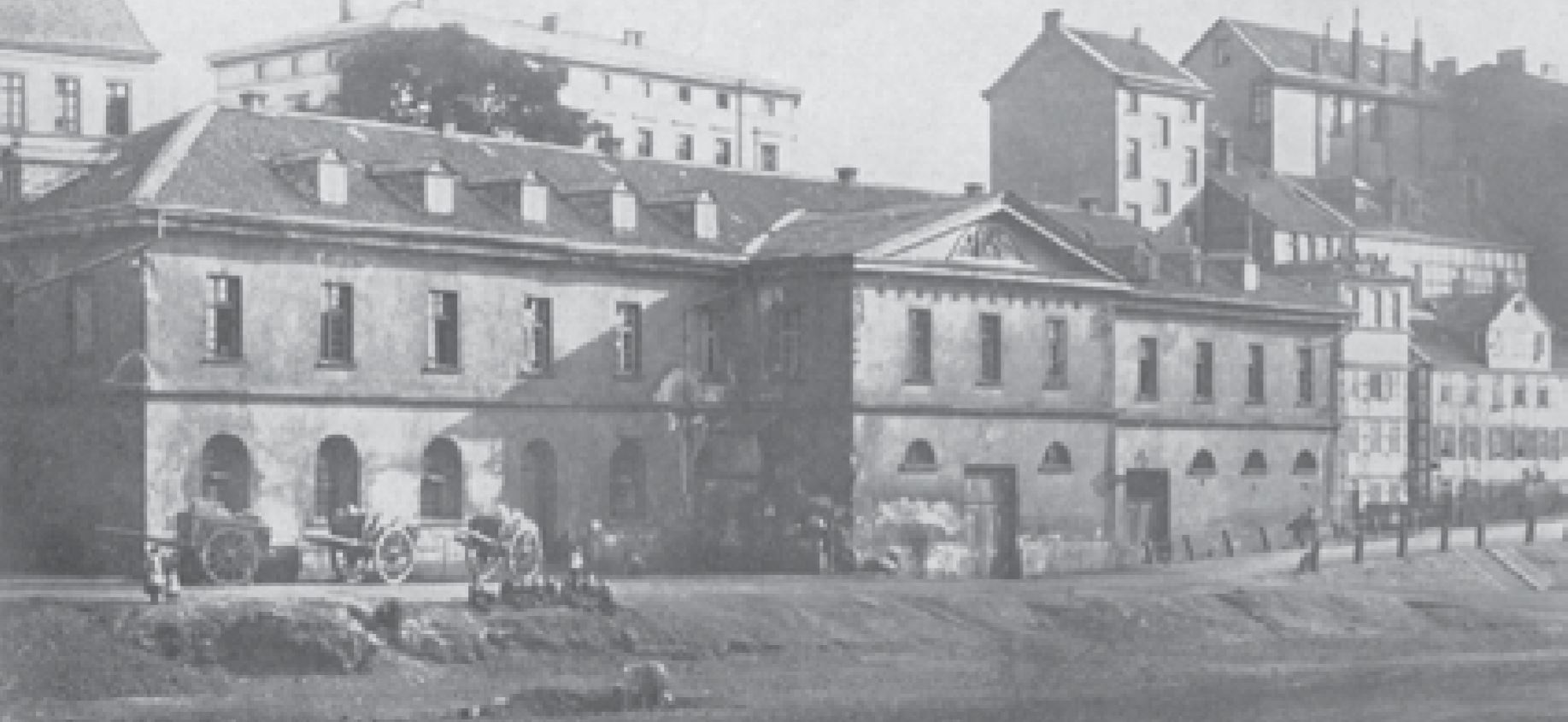
Schlachthaus am Brausenwerth

Das Schlachthaus am Brausenwerth war ein Schlachthof, der von 1829 bis 1879 am Brausenwerth südlich der Wupper außerhalb des historischen Kerns der Stadt Elberfeld bestand.

## Geschichte
Bereits 1804 war in Elberfeld der Bau eines Schlachthauses geplant worden, aber mangels finanzieller Mittel immer wieder herausgeschoben worden. 1827 konnte endlich damit begonnen werden, nachdem der Stadtrat, einige Privatleute und Oberbürgermeister Brüning die Finanzierung gemeinsam sichergestellt hatten.
Die Stadt begründete die Notwendigkeit der Einrichtung: „Es gibt den Straßen, an welchen das Viehschlachten geschieht, eine Reinlichkeit und nicht den bösen Geruch, den dieser Betrieb bisher veranlassen mußte. Das Dasein eines Schlachthauses muß endlich nebst mehrerm unverkennbarem Nutzen auch auf die Moralität der Kinder wirken; denn es kann nur böse, wenigstens keine wohltätigen Eindrücke bei diesen erwecken, wenn sie stundenlang dem Viehtöten zusehen, wozu ihnen jede Stelle der Stadt Gelegenheit gibt. (…) Die Lage eines solchen Gebäudes muß wegen der Unreinlichkeit, die in demselben entsteht, und wegen des Ausmistens der ihm anschließenden Ställe, so viel wie möglich außer der Stadt befindlich sein.“
Am 29. Juni 1829 nahm der Schlachthof auf dem Brausenwerth mit der Schlachtung eines Ochsen seinen Betrieb auf. „In der zweiten Hälfte des Jahres 1829 wurden im Schlachthof 739 Ochsen, 1025 Kühe, 3205 Schafe, 919 Kälber und 458 Schweine geschlachtet. Die Schlachtgebühr betrug für einen Ochsen 10 Sgr., für eine Kuh 8 Sgr., für ein Schaf oder ein Kalb 2 Sgr. und für ein Schwein 4 Sgr.“.
Nach dem mit dem Schlachthausgesetz von 1868 erlassenen Schlachthofzwang war 1879 die Einrichtung einer neuen öffentlichen Viehhof- und Schlachthausanlage am Arrenberg eine Notwendigkeit geworden. Im gleichen Jahr stellte das Schlachthaus am Brausenwerth seinen Betrieb ein. Danach diente das Gebäude noch als Lagerhaus, bis es für den Neubau der zwischen 1885 und 1887 errichteten modernen städtischen Badeanstalt Brausenwerth weichen musste.